# 中国年度客车
中国年度客车（Coach of the Year in China），是参照欧洲年度客车（Bus & Coach of the Year）评选模式，由《中国巴士与客车》年鉴（China Buses & Coaches Yearbook）每年度评选出来的非竞争性客车大奖，以褒扬中国客车制造商在车辆技术创新、造型与配置的和谐统一、以及在国际市场上的影响力。

## 2012中国年度客车
海格KLQ6122系列客车是中国市场上第一代全线采用现代车队管理系统的车系，将其G-BOS智慧运营系统作为标准配置，它以智能化、电子化和信息化的技术手段，辅助运营商有效地进行车队管理而实现运营收益的最大化，该车系继承海格H系列的造型风格，各项技术指标全面升级，获得2012年度中国客车大奖。

## 2010中国年度客车
青年JNP6137S型双层客车，它是中国市场上第一款可在高速公路行驶的三轴双层公路与旅游客车，首开中国城市间大容量客车先河，乘客座位布置最多可达86座，不仅提高运营客车的市场竞争力和创利能力，也是节能减排的创新力作，并推动中国高等级客车技术水平的发展，具有里程碑的意义，获得2010年度中国客车大奖。

## 2009中国年度客车
百路佳JXK6137型客车是根据北美市场需求设计制造的新车型，在中国率先采用U型方钢制造桁架式承载车身，不仅降低车重，更增加整车安全性和稳定性。人性化的驾乘空间和细节优质的性能，确保该车型通过美国交通运输部(DOT)的认证，批量出口美国市场并成为拉斯维加斯一道亮丽的风景线，是中国制造在国际豪华客车领域树立的新标杆，获得2009年度中国客车大奖。

## 2008中国年度客车
金龙XMQ6129Y系列客车(龙威)是厦门金龙联合汽车工业有限公司(大金龙)自主原创设计的新车型，秉承大金龙12米级系列客车的优秀品质，底盘技术成熟可靠，车身造型已形成金龙客车独特的视觉识别，是中国客车设计和制造的先进之作，为广大运营商带来具有竞争力的运营效益,
金龙XMQ6129Y系列独特的个性，将成为驱动中国制造商的原创设计动力,获得2008年度中国客车大奖。

## 2007中国年度客车
苏州海格KLQ6109型客车是苏州金龙公司自主原创设计的新车型，它在追求世界级品质的卡塔尔以良好的品质赢得各方面的赞许，在多哈亚运会采购450辆后又增订350辆；而且它是中国市场上近乎完美的10米级客车，广受客户喜爱，全年累计销量超过2000多辆。作为一款技术成熟车型而获得2007年度中国客车大奖。

## 2006中国年度客车
郑州宇通客车的ZK6800系列是富有个性特征的客车，雄狮般的前脸造型与圆滑的车身转角浑然一体，整车轮廓呈现出丰满的富态特性，是中国市场上少有的漂亮车型,也是中国市场上富有个性特征且畅销的车型之一，2005年问世后第一年的销量就超过2,300辆，作为中国市场上中型客车的典范而获得2006年度中国客车大奖。